# Rio Letaba
Rio Letaba é um rio da África do Sul.